# Німанська низовина
53°30′ пн. ш. 25°00′ сх. д. / 53.5° пн. ш. 25° сх. д.
Німанська низовина — низовина, на заході Білорусі, переважно в Гродненській області, вздовж річки Німан від Столбцовської рівнини до Балтійського пасма (Литва). Площа близько 8,3 тисяч км².
Низовина межує з Ошмянською, Мінською, Новогрудською, Волковиською, Гродненською височинами, Копильского пасма. Протяжність з заходу на схід 160 км, з півночі на південь 15—55 км. Висота 80—160 м.
Низовина поділяється на Верхньоніманську і Середньоніманську низовини. В рельєфі виділяються піщані рівнини і тераси прильодникових озер, які змикаються, з рівнем верхніх терас Німана.
Основна річка Німан з притоками Сула, Уса, Березина, Гав'я, Дитва, Котра, Уша, Сервеч, Молчадь, Щара, Зельв'янка, Россь, Свіслоч, Чорна Ганча. Великі озера: Біле, Рибниця, Берштовське, Веровсько.
Під лісом 35 % території. Переважають соснові, ялинові і мішані ліси, зустрічаються невеликі ділянки дібров.
У межах Німанской низини заказники республіканського значення:
- ландшафтні — Озери, Ліпічанська пуща, Котра;
- біологічні — Гожевський, Порецький, Сопоцькинський.

На березі Німана зони відпочинку:
- республіканського значення — Озери, Мости;
- місцевого значення — Дитва, Морино, Волпа, Скидель, Соничі, Високе та інші